# Stefano Biglia
Stefano Biglia (Genova, 3 marzo 1969) è un fumettista italiano.

## Biografia
Nel 1989 frequenta la Scuola chiavarese del fumetto sotto la guida di Enrico Bertozzi e viene in contatto col mitico Galep che sporadicamente frequentava la scuola ma soprattutto conosce Renzo Calegari, autore con cui realizza due storie noir e che lo porta a realizzare diverse storie western scritte da Gino d'Antonio per Il Giornalino. Il 1994 è l'anno del suo approdo alla Sergio Bonelli Editore: nel gennaio di quell'anno, infatti, viene pubblicata La ballata di Zeke Colter, avventura di Tex che Biglia disegna insieme a Calegari e Luigi Copello. I testi sono di Claudio Nizzi e la storia appare sull'Almanacco del West. Dopo questa esperienza, Biglia entra nel team di disegnatori di Nick Raider. Dopo tre storie disegnate in coppia con Copello (la prima delle quali s'intitola Nessuno è innocente, scritta da Nizzi e pubblicata sul numero 84 del maggio 1995), realizza anche un numero in solitaria pubblicato nel febbraio 1998 (Un delitto inspiegabile, testi di Alfredo Nogara).
Successivamente diventa uno dei disegnatori di Magico Vento, serie su cui esordisce disegnando La maschera del dio cannibale (testi di Gianfranco Manfredi, nº 28 dell'ottobre 1999) e per cui lavora fino al 2010. Sempre in coppia con Manfredi successivamente lavora sulle tavole del nuovo personaggio ideato dallo scrittore milanese d'adozione Shanghai Devil e vede una sua storia pubblicata sul Color Tex n. 4 (L'ultimo della lista).
Esordisce sulla serie regolare nel 2016 con il nr 668-670 I rangers di Lost Valley   su testi di Mauro Boselli.
Nel 2020 disegna la storia di “Guatemala”  nr 721-724 della serie regolare di Tex su testi di Pasquale Ruju.
Nel 2021 diventa il disegnatore ufficiale per le copertine della collana SuperTex che riprende le storie fuori serie di Tex.
Nel 2025 disegna il Speciale Tex su testi di Ruju che uscirà a Giugno .